# ورونیکا لوگان
ورونیکا لوگان (ایتالیایی: Veronica Logan؛ زادهٔ ۲۲ مهٔ ۱۹۶۹) یک بازیگر اهل ایتالیا است.
از فیلم‌ها یا مجموعه‌های تلویزیونی که وی در آن‌ها نقش داشته است، می‌توان به زندگی و حالت پرواز اشاره نمود.